# Portage extraterritorial
 (octobre 2015).
Si vous disposez d'ouvrages ou d'articles de référence ou si vous connaissez des sites web de qualité traitant du thème abordé ici, merci de compléter l'article en donnant les références utiles à sa vérifiabilité et en les liant à la section « Notes et références ».
Le portage extraterritorial, ou portage offshore, est une stratégie permettant d'optimiser la situation fiscale d'une personne physique ou morale.

## Principe et fonctionnement
Il permet de délocaliser tout ou partie d’un revenu vers une zone à fiscalité privilégiée tout en créant une patrimoine offshore.
La plupart des entreprises sont concernées par cette solution : les prestataires de services, les grossistes, les recruteurs, les agences de communication, les freelances, les consultants, les agents, les entrepreneurs. Sont également concernées les personnes à l’origine d’un apport d’affaire ou qui se sont vu confier une mission ponctuelle.

### Schéma
Une société offshore A (le principal) réalise une prestation pour le compte de son client B (third party). A ne va plus facturer directement B : elle va mandater une société anglaise (The Agent) qui prendra en charge la facturation via un contrat de fiducie. Cette dernière reversera au principal le montant de la facture moins une commission, variant généralement entre 12 et 20 % du montant total facturé, sur le compte bancaire de A. Les 80 à 88 % de la facture renvoyés vers le principal sont net d’impôts. 
Ainsi, comptablement et fiscalement : B a dans ses comptes une facture d'une société anglaise et non d'une société offshore, évitant ainsi les risques de requalification de la facture en cas d’inspection. B bénéficie effectivement de la prestation correspondant à la facture qui a été payée en UK, les contrats commerciaux sont également signés avec la fiduciaire en UK. Ainsi, la société offshore qui a effectivement réalisé la prestation n’apparaît nulle part dans les livres de la société B.
Ce type de schéma rend donc l’utilisation de sa société offshore pour la réalisation d’un nombre de prestations variées accessible à qui que ce soit. Les profits émanant de cette activité seront légitimement imposés dans le pays ou la société est immatriculée, soit une juridiction à fiscalité privilégiée où l’imposition est généralement nulle. D’un point de vue fiscal, les économies en taxes, sur les impôts sur les sociétés et l’imposition sur le revenu sont réelles. C’est un avantage spécialement pour les services qui sont généralement fortement taxés.

## Portage offshore régi par la Loi d'agence (Agency law)
Ce montage est basé sur l’Agency Law au Royaume-Uni. Un agent (la LTD anglaise) selon la Loi Commerciale (Commercial law) est une personne qui est autorisée à agir au nom d’une autre (le Principal) envers une Troisième partie. La Loi d’Agence traite de la relation tripartite entre l’Agent et le Principal, entre l’Agent et la Troisième partie avec qui il traite au nom du Principal et entre le Principal et la Troisième partie quand l’Agent agit en son nom.

### Catégories d'agents
- L’agent universel qui détient une large autorité (même pouvoir qu’un avocat).
- L’agent général a une autorité moins étendue: il peut effectuer une série de transactions continues sur une période de temps limitée.
- L’agent spécial a seulement l’autorité pour conduire une transaction ou une série limitée de transactions sur une période de temps restreinte.

Dans ce but, le Principal donne son autorité à l’Agent afin que celui-ci agisse en son nom : il existe différentes sortes de transfert d’autorité : l’autorité apparente, l’autorité tacite, et l’autorité intégrale.

### Devoirs d'un agent
Le premier devoir fiduciaire de l’Agent est d’être loyal envers le Principal. Ceci implique :
- De n’accepter aucune nouvelle obligation contradictoire avec les engagements pris envers le Principal. Les Agents peuvent représenter les intérêts de plusieurs Principaux, en conflit ou potentiellement conflictuel, seulement dans le cas d’une totale confidentialité où quand ils agissent sous une forme limitée d’autorité afin d’éviter une situation où sa loyauté serait remise en cause.

Dans ce but, les clauses expresses du contrat signé entre le Principal et l’Agent doivent identifier les catégories et les types d’activités qui ne seront pas un manquement au devoir de loyauté et aussi longtemps que ces exceptions ne sont pas excessives, elles seront tenues par le Principal
- De ne pas faire de profit personnel via la relation d’Agence.

En retour, le principal ne doit pas dévoiler les informations pertinentes liées aux transactions effectuées.